# Обстріли Новгород-Сіверського
Авіаудар по Новгород-Сіверському — обстріл 12 травня 2022 року російськими військами об'єктів критичної інфраструктури в центрі міста Новгород-Сіверського Чернігівської області, внаслідок чого троє людей загинули та 19 поранені.

## Історія
Уночі на четвер 12 травня 2022 року близько 00:10 та 00:23 російські окупанти випустили декілька ракет по місцевій загальноосвітній школі № 2 та ліцею-інтернату імені К. Ушинського по Губернській вулиці в місті Новгород-Сіверський на Чернігівщині. За інформацією оперативного командування «Північ» росіяни здійснили ракетний удар літаком, ймовірно Су-30СМ. Орім того, у результаті обстрілу зазнали пошкоджень Новгород-Сіверська РДА, будинок культури, лікарня, гуртожиток медичного коледжу, магазин № 10 та приватні будинки, які знаходились неподалік епіцентру вибухів в центрі міста. Для аварійною-рятувальних робіт та надання допомоги населенню задіяний весь особовий склад відділу ДСНС, Новгород-Сіверського районного відділу поліції.

## Наслідки
Спочатку повідомлялося, що внаслідок події загинуло 3 особи, 12 осіб постраждали. Пізніше радник голови Чернігівської ОВА Андрій Подорван в ефірі Hromadske повідомив, що кількість поранених від авіаударів по Новгород-Сіверському на Чернігівщині зросла до 19, загиблих залишилося троє.
За словами голови Новгород-Сіверської міської громади Людмили Ткаченко, один з поранених перебував у критичному стані, його не можна було перевезти до іншої лікарні. Частину постраждалих перенаправлено до інших медзакладів, з легкими ушкодженнями — лікували в місцевій лікарні.